# Cubaris ferrugineus
Cubaris ferrugineus är en kräftdjursart som beskrevs av Lewis 1998. Cubaris ferrugineus ingår i släktet Cubaris och familjen Armadillidae. Inga underarter finns listade i Catalogue of Life.